# Ain't It Funky
Ain't It Funky é o 31º álbum de estúdio do músico americano James Brown. O álbum foi gravado entre 1966 e 1969 e originalmente lançado em janeiro de 1970. Faixas 3 até 7 são instrumentais gravadas entre 1966 e 1969.

## Faixas
| N.º | Título                         | Duração |  |
| 1.  | "Ain't It Funky Now, Pts. 1-2" | 9:26    |  |
| 2.  | "Fat Wood, Pts. 1-2"           | 9:15    |  |
| 3.  | "Cold Sweat"                   | 5:17    |  |
| 4.  | "Give It Up or Turnit a Loose" | 3:45    |  |
| 5.  | "Nose Job"                     | 2:30    |  |
| 6.  | "Use Your Mother"              | 3:25    |  |
| 7.  | "After You Done It"            | 3:28    |  |